# Poecilopharis dechambrei
Poecilopharis dechambrei är en skalbaggsart som beskrevs av Allard 1995. Poecilopharis dechambrei ingår i släktet Poecilopharis och familjen Cetoniidae. Inga underarter finns listade i Catalogue of Life.